# یواس‌اس لافایت (۱۸۴۸)
یواس‌اس لافایت (۱۸۴۸) (به انگلیسی: USS Lafayette (1848)) یک کشتی بود که طول آن ۲۸۰ فوت (۸۵ متر) بود. این کشتی در سال ۱۸۶۲ ساخته شد.